# Алан Кауфман
Алан Кауфман — американский прозаик, мемуарист и поэт. Он является автором автобиографических романов «Eврейский мальчишка» (англ. Jew Boy) о жизни в Бронксе в 1970 годах, «Пьяный Ангел» (англ. Drunken Angel), а также военного романа «Спички». Кауфман является составителем множества антологий, в том числе так называемых «Библий андерграунда», поэтической, прозаической и художественной, которые вошли в обязательную университетскую программу.
Кауфман преподавал в Университет Академии искусств в Сан-Франциско, публиковался в Los Angeles Times, Partisan Review, San Francisco Chronicle и т. д.
Кауфман является членом американского ПЕН-Центра. Его романы переведены в том числе на немецкий язык.